# ルッジェーロ3世 (プッリャ公)
ルッジェーロ3世（イタリア語：Ruggero III, 1118年 - 1148年5月2/12日）は、シチリア王ルッジェーロ2世とエルビラ・デ・カスティーリャの長男で、プーリア公（在位：1134年 - 1148年）。

## 生涯
ルッジェーロ3世の最初に見られる公的な活動は、1129年にメルフィにおいて、父ルッジェーロ2世および弟タンクレーディとともに、反乱を起こした貴族らの忠誠の誓いを受け入れたことであった。父ルッジェーロは翌1130年12月25日にシチリア王となった。ルッジェーロ3世がこの時に父からプーリア公領を与えられた可能性もあるが、少なくとも1134年までにはルッジェーロ3世は公領を与えられている。ルッジェーロ3世はロバート・オブ・セルビーの監督もしくは後見のもとにおかれたのではないかとみられている。1137年に、ルッジェーロ3世は父の遠征に参加し、教皇インノケンティウス2世と神聖ローマ皇帝ロタール3世がプーリア公として擁立したアルフェ伯ライヌルフォ2世に対するこの遠征において、ルッジェーロ3世は目覚ましい働きをした。初めての戦闘は10月30日のリニャーノの戦いであったが、この戦いでは父をはじめとする経験豊富な戦士が撤退し、ナポリ公セルジオ7世などが戦死した。ルッジェーロ3世の勇気と初めての攻撃における成功は、その軍事的な名声を早くから不動のものとした。
1139年にライヌルフォ2世が死去し、プーリアは確実にルッジェーロ3世のものとなった。しかし、教皇インノケンティウス2世とカプア侯ロベルト2世はメルフィに進軍した。ガッルッチョにおいて、ルッジェロ3世はわずか千人の騎士とともに教皇軍を待ち伏せし、教皇とその側近を捕らえた。3日後の7月25日にミニャーノにおいて、インノケンティウス2世は、ルッジェーロ2世のシチリア王位、長男ルッジェーロ3世のプーリア公位、および三男アルフォンスのカプア侯位を追認し、正式にロベルト2世の影響下から切り離した。次に、ルッジェーロ3世はナポリの町を自らの領地に組み入れ王国の中枢とし、セルジオ7世の死後も続いていた—共和政治を終わらせた。
1140年にルッジェーロ2世はアリアーノの令を発布し、最初のドゥカート銀貨を鋳造した。その銀貨にはともに十字架を持った父王ルッジェーロ2世と武装したルッジェーロ3世の像が刻まれていた。ドゥカートという名はプーリア公領（"ducatus"）より名づけられた。次男タンクレーディは父王とともにいる一方で、ルッジェーロ3世とアルフォンスは教皇領を攻撃するためアブルッツォに入った。1140年後半、ルッジェーロ3世の妃となるシャンパーニュ伯ティボー2世の娘イザベルが王国に到着した。しかし、ルッジェーロ3世の伴侶として最も有名であったのは、愛妾であったレッチェ伯アッカルド2世の娘エンマであり、間に以下の2人の庶子をもうけた。
- タンクレーディ[1]（1139年 - 1194年） - シチリア王（1189年 - 1194年）
- グリエルモ（1137年以降 - 1167/8年）

同年（1140年）、ガエータ公リッカルド3世が死去し、その公領はルッジェーロ3世に与えられた。
1148年、まだ30歳であったルッジェーロ3世は死去したが、その死因と場所は不明である。ルッジェーロ3世はパレルモ大聖堂の隣のマグダラの聖マリア教会に埋葬されたが、後にサン・ジャコモ修道院にある同名の教会に改葬された。弟グリエルモ1世が公位を継承し、後に父の跡を継いでシチリア王となった。